# Raiden (videojuego)
Raiden (Titulo original: 雷電) es un videojuego de arcade de tipo Matamarcianos de desplazamiento vertical desarrollado por Seibu Kaihatsu y publicado por Tecmo en Japón en 1990. La historia del juego tiene lugar en el año 2090, cuando una especie de alienígena conocida como los Cristales invade la Tierra. Los jugadores asumen el rol de pilotos de la Vanquish Crystal Defense tomando control de las aeronaves Fighting Thunder para derrotar a los Cristales y salvar la Tierra.
El juego fue concebido después de Dynamite Duke, el título previo de Seibu Kaihatsu, el cual fallo en vender lo que se esperó. Durante desarrollo, el juego estuvo diseñado como un shooter de desplazamiento vertical debido a la popularidad del género en ese momento. El más barato hardware de arcade tuvo que ser utilizado debido a las restricciones financieras que causaron las ventas pobres de Dynamite Duke.
A pesar de que Seibu dudaba del éxito de Raiden, lograron vender 17,000 unidades del arcade en todo el mundo, ayudando así a recuperar las inversiones de la compañía, a través de la publicidad boca-en-boca. El título se convirtió en un éxito de crítica, y sus características más elogiadas fueron los gráficos, la música, la jugabilidad y el juego cooperativo.
Debido al éxito de Raiden, varias secuelas y juegos relacionados fueron desarrollados. Raiden fue adaptado a ordenadores hogareños y varias consolas de videojuegos en el inicio de la década del 1990. El juego estuvo publicado como parte de varias recopilaciones y a través de servicios de descarga como PlayStation Network. Las adaptaciones recibieron recepciones de variadas a positivas.

## Jugabilidad
Raiden es un juego Matamarcianos de desplazamiento vertical que consta de ocho etapas de dificultad creciente. En cada etapa, el jugador manipula la nave Fighting Thunder, entablando combate con varios enemigos y evitando sus ataques. En juego cooperativo, ambos jugadores pueden generar proyectiles especiales que dañen a sus enemigos al disparar a la nave del otro jugador. Después de completar la octava y final etapa, el jugador retorna a la primera etapa con un aumento de la dificultad.
Los elementos coleccionables incluyen bombas, los cuales cancelan fuego de enemigo y generan daño sobre una área extensa; potenciadores de armas; y medallas de puntuación creciente. Hay dos elementos coleccionables de bonificación: el Miclus (un jefe en el juego de 1985, Wiz de Seibu Kaihatsu) y una hada que libera potenciadores de ítems cuando el jugador muere.
Cuando el jugador muere, la metralla de la nave se convierte en proyectiles que dañan a los enemigos. Si se pierden todas las vidas durante una sesión de juego, es Game Over a no ser que los jugadores inserten más créditos a la máquina recreativa para continuar jugando. De continuar, el jugador empezará en el último punto de asistencia logró.

### Argumento
La historia de Raiden tiene lugar en el año 2090, cuando una especie de forma de vida alienígena conocida como los Cristales invaden el planeta Tierra. Los Cristales toman control de la mayoría del hardware militar de la Tierra para utilizarlo en la invasión. En respuesta, la organización mundial sabida como Vanquish Crystal Defense (VCD) desarrolla la nave de ataque Fighting Thunder, una arma de vanguardia basada en tecnología de Cristal. Para sobrevivir contra el invasores y contra atacar, VCD despliega el Fighting Thunder como la única esperanza para humanidad.

## Producción

### Desarrollo
Según el diseñador gráfico y actual CEO de MOSS Toshinobu Komazawa, la creación de Dynamite Duke dio a Seibu Kaihatsu la oportunidad de empezar a desarrollar Raiden, cuando el anterior no vendió lo que Seibu había esperado. Para recuperar los costos del desarrollo de Dynamite Duke, la decisión fue desarrollar un Matamarcianos en vez de una secuela a él. Komazawa noto que el desarrollo de Raiden tuvo un punto de vista negativo, pero un comienzo serio, dado que el género de Matamarcianos era "relativamente económico para producir" juegos, así como iba aumentando en popularidad en ese tiempo. Debido a restricciones financieras, la compañía optó para utilizar hardware de arcade menos potente que aquellos utilizados en sus títulos anteriores. Seibu solo podría costear para desarrollar un shoot'em up con su presupuesto de desarrollo, con el proyecto que convirtiéndose en una decisión financiera, cuando no tuvieron otra elección de juego para hacer. Seibu tomó notas de producción del mercado extranjero, tomando prestadas ideas de títulos populares como 1942 de Capcom, Xevious de Namco, y Twin Cobra de Toaplan.
La producción de Raiden estuvo dirigida por el presidente de Seibu Kaihatsu, Hitoshi Hamada, mientras Tetsuya Kawaguchi sirvió como su diseñador y programador. K. Kondo y S. Mori fueron los otros programadores. Komazawa, H. Matsuo, T. Matsuzawa y T. Wada fueron responsables para crear el arte del juego. Y. Segawa fue responsable para crear el hardware de arcade. Cerca el fin de desarrollo, Komazawa alabó a los programadores en Seibu por ser capaces de producir un juego de alta calidad sobre un hardware menos potente.

### Audio
La música para Raiden fue compuesta por Akira Sato. La banda sonora Raiden/Raiden II fue publicada por INH Co., Ltd. Esto incluye bandas sonoras de Raiden (Arcade, PlayStation), Raiden Densetsu (FM Towns), Raiden II (Arcade, PlayStation) y Raiden DX (Arcade) así como otros extras.

## Publicación y adaptaciones
Raiden fue primero publicado en los arcades en abril de 1990 por Tecmo en Japón. Fue distribuido en América del Norte por Fabtek, en Taiwán por Liang HWA Electronics, en Corea del Sur por IBL Corporation, y en Hong Kong por Wah Yan Electronics. El juego fue adaptado a varias plataformas, con cada adaptación presentando varios cambios y adiciones.
La adaptación al PC Engine fue desarrollada por A.I Company y primero publicado por Hudson Soft en Japón en noviembre 22, 1991, y publicado unos cuantos meses más tarde en el TurboGrafx-16 por NEC Tecnologías norteamericano. Es una adaptación mayoritariamente fiel del original de arcade.
La versión de Atari Jaguar fue desarrollada por Imagitec Design, fue publicada en América del Norte en diciembre 1993. Las publicaciones de América del Norte, Europa y Japón fueron distribuidas por Atari Corporation y Mumin Corporation en 1994 respectivamente. Presenta varias características y cambios de gameplay de la versión de arcade original.
La adaptación de MS-DOS fue codificada por Nigel 'Freddy' Conroy, Steve Cullen y Martin Randall, y encabezado por Martin Hooley en Imagitec. Comparte el mismo diseño visual con la adaptación de la Atari Jaguar con la adición de una exhibición de pantalla completa. Sus diferencias de la adaptación de Atari Jaguar incluyen soporte solo para sonido FM. Fue publicado solo en América del Norte en 1994.
Una versión portátil fue desarrollada por BlueSky Software y lanzado para el Atari Lynx a través de América del Norte y Europa en 1997 por Telegames, mucho tiempo después de que la vida útil comercial de la consola Lynx hubiera acabado. Solo estuvo disponible a través de venta directa y unos cuantos distribuidores seleccionados.

### Raiden Trad y Raiden Densetsu
FM Towns publicó un título llamado Raiden Densetsu en Japón, mientras que las adaptaciones de ambos el Sega Génesis y Super Nintendo fueron denominadas con el nombre Raiden Trad a través de todas las regiones. La palabra "Trad" en la última adaptación proviene de la palabra tradición, la cual es una traducción de densetsu, el nombre de la adaptación japonesa. Cada versión de Trad fue desarrollada y distribuida por editores y desarrolladores diferentes. Una publicación europea para la Sega Génesis fue planeada para ser publicado por UbiSoft como parte de un acuerdo de licenciamiento multi-juego con Bignet. Aun así, nunca sea oficialmente publicado en la región.

### Super Raiden
Super Raiden es una adaptación para la versión PC Engine Super CD-ROM² del TurboGrafx-16 HuCard. Su nueva característica principal es el uso de Redbook CD Audio para una banda sonora arreglada, junto con las etapas adicionales exclusivas a la versión de CD. Fue desarrollada por A.I Company y publicada en abril 2, 1992, en Japón por Hudson Soft.

### The Raiden Project
Ve artículo principal: The Raiden Project
Ambos originales Raiden y Raiden II fueron incluidos como parte de la recopilación The Raiden Project. Los juegos incluidos son basados directamente en las publicaciones de arcade originales y ofrecen varias opciones no encontradas en otras adaptaciones. La versión de The Project del primer Raiden fu republicado por HÁMSTER Corporation como único título para su serie Arcade Hits para la PlayStation. Fue más tarde disponible como descarga digital en la versión japonesa de la PlayStation Network, jugable en la PlayStation 3 y la PlayStation Portátil.

### Re-Publicaciones
Raiden fue primero adaptado en teléfonos celulares por Com2nos en 2004. El juego original fue más tarde incluido como parte de la recopilación del 2012 Raiden Legacy por DotEmu para dispositivos móviles, PCs y otras plataformas. Raiden Legacy también incluye los tres juegos en el spinoff Raiden Fighters.

### Adaptaciones Canceladas
Una versión para la Amiga fue anunciada en la última parte del año 1993 para ser desarrollada por Imagitec Design. Se pretendió publicar por U.S. Gold, pero según un exempleado de Imagitec en un foro de internet de Amiga, quedó sin publicar debido a la llegada de sistemas más nuevos al mercado. Otra versión fue hecha por Imagitec para el Atari Falcon, anunciado en 1994. Versiones incompletas pero jugables de ambos juegos sin publicar han sido desde entonces filtradas en línea.

## Recepción
La publicación del arcade original de Raiden no hizo tanto dinero inicialmente, con Komazawa atribuyendo eso al hardware de bajo rendimiento y carencia de gráficos impactantes que atraigan jugadores. Unos cuantos meses después de su publicación, el juego empezó para generar ingresos, resultando en un aumento en establecimientos de arcade solicitando órdenes del hardware. Seibu Kaihatsu acabó por vender alrededor 17,000 unidades en el año.
Electronic Gaming Monthly dio el Atari Jaguar una media de 6 de 10. Los cuatro críticos acordaron que era virtualmente idéntico a la versión de arcade, pero estuvieron divididos sobre la calidad del juego. Dos de ellos describieron Raiden como "por encima de la media", y los otros dos lo describieron como mediocre, diciendo que las naves se mueven demasiado lento, los disparos de los enemigos a menudo se mezclan con el fondo, y el gráfico es subpar debido a las capacidades del Jaguar. GamePro de modo parecido criticó que el gameplay es anticuada, la nave se mueve demasiado lenta, y los gráficos exprimieron el potencial del Jaguar. Concluyeron que "Un juego aburrido como Raiden solo parece fuera de lugar en un sistema potente como el Jaguar."

## Legado
El éxito de Raiden resultó en varias secuelas y spin-offs a través de plataformas múltiples. Seibu Kaihatsu ha desarrollado los juegos Raiden hasta que fueron a la quiebra en 2005. El desarrollador japonés MOSS, formado por los desarrolladores de Seibu Kaihatsu, adquirió los derechos a la serie, con su primera publicación que es Raiden III en 2005.